# Francesco Spirito (1885-1962)
Francesco Spirito (Napoli, 6 marzo 1885 – Napoli, 4 dicembre 1962) è stato un medico italiano, professore di ostetricia a Siena e presidente dell'Accademia dei Fisiocritici. È famoso per gli studi relativi ad un particolare processo di pietrificazione dei pezzi anatomici.

## Biografia
Francesco Spirito nasce a Napoli, da Vincenzo e Marianna Pansini, il 6 marzo 1885. Studente di medicina, si laurea con il massimo dei voti nel luglio del 1909 all'Università di Napoli e diventa nel 1907 "preparatore" presso il napoletano Istituto di Anatomia Chirurgica ed Operazioni, diretto dal Prof. Fabrizio Padula. Partecipa a concorsi per il ruolo di Assistente a Medicina, Chirurgia, Oculistica, Dermatologia, presso gli Ospedali Riuniti di Napoli e dal 1911 al 1913 presta servizio all'Ospedale Santa Maria in Loreto a Napoli in qualità di assistente chirurgo.
Dal 1911 al 1923 è anche interno e poi assistente effettivo presso la Clinica Ostetrica e Ginecologia della sua città. Abilitato nel 1924 alla libera docenza di ostetricia e ginecologia, è nominato nel 1927, in seguito a concorso, direttore della Scuola Ostetrica di Novara. Come professore straordinario di Clinica Ostetrica e Ginecologica, giunge a Siena nel 1928 quale direttore della Clinica Ostetrica dell'ateneo senese. Dal 1931 è promosso ordinario. Presta la propria assistenza dal gennaio 1912 al giugno 1913 nella guerra libica, come maggiore medico di complemento e partecipa a quattro campagne durante la prima guerra mondiale.
Grande Ufficiale della Corona d'Italia e Cavaliere Mauriziano, è decorato della medaglia di bronzo al valor militare, della medaglia al Merito della Sanità, della Croce di Guerra, della medaglia dell'Unità d'Italia e di quella di argento dell'O.N.M.I.: in data 2 giugno 1956 gli viene conferita la prestigiosa medaglia d'oro e Diploma di I classe dei Benemeriti della Scuola della Cultura e dell'Arte. Preside della Facoltà medica senese dal 1932 al 1934 e poi per l'a.a. 1938- 1939 e Presidente dal 1934 al 1944 e poi dal 1952 al 1960 dell'Accademia dei Fisiocritici di Siena, è Rettore dell'Università di Siena dal 1939 al 1943. Fuori ruolo dal 1955, dal 1960 è collocato a riposo ed è sostituito nella direzione della Clinica dal Prof. Pompeo Spoto. A lui si deve l'istituzione della Scuola di Specializzazione in Ostetricia e Ginecologia. Muore a Napoli il 4 dicembre 1962.
Autore di oltre 200 pubblicazioni a carattere prettamente sperimentale, tra le quali gli studi sullo stato della tiroide e di altri organi endocrini nella gravidanza, sui trapianti placentari, sui fibromiomi, sulla profilassi del cancro del collo dell'utero, sui trapianti ovarici, sulla coagulabilità del sangue placentare, è sostenitore della vaccinazione locale intraparenchimale quale metodo di cura della infezione puerperale. Di particolare interesse le pubblicazioni relative al processo di pietrificazione dei pezzi anatomici.
Spirito nel 1951, in occasione di una comunicazione scientifica, tenuta ai Fisiocritici fornisce i dettagli sulle migliorie della tecnica a dodici anni dalla sua prima esperienza e ribadisce che "l'uovo di Colombo" è la soluzione di silicato di potassio, grazie alla quale "la massa assume un aspetto ed una consistenza lapidea che con l'evaporazione diventa una massa vetrosa trasparente". Durante la procedura, il pezzo è sostenuto da fili opportunamente sistemati, tesi tra sostegni di legno o metallo, in modo che le singole parti del preparato rimangano nella posizione voluta. Per i pezzi di grosse dimensioni, che necessitano per il buon esito della preparazione di iniezioni di silicato, lo Spirito fa costruire "aghi di diverso calibro e di diversa lunghezza da innestare a vite, su una siringa da 200 cc. a corpo ed a stantuffo di metallo, il quale ultimo scende nel primo a giro di vite". Lo scienziato riesce così ad ottenere che i pezzi pietrificati conservino nel tempo la loro forma e quasi inalterato il volume, di consistenza "perfettamente" lapidea. Nel Museo dei Fisiocritici sono esposti alcuni esemplari di parti anatomiche pietrificate realizzate dal Prof. Spirito.